# Monte di Pietà (Forlì)

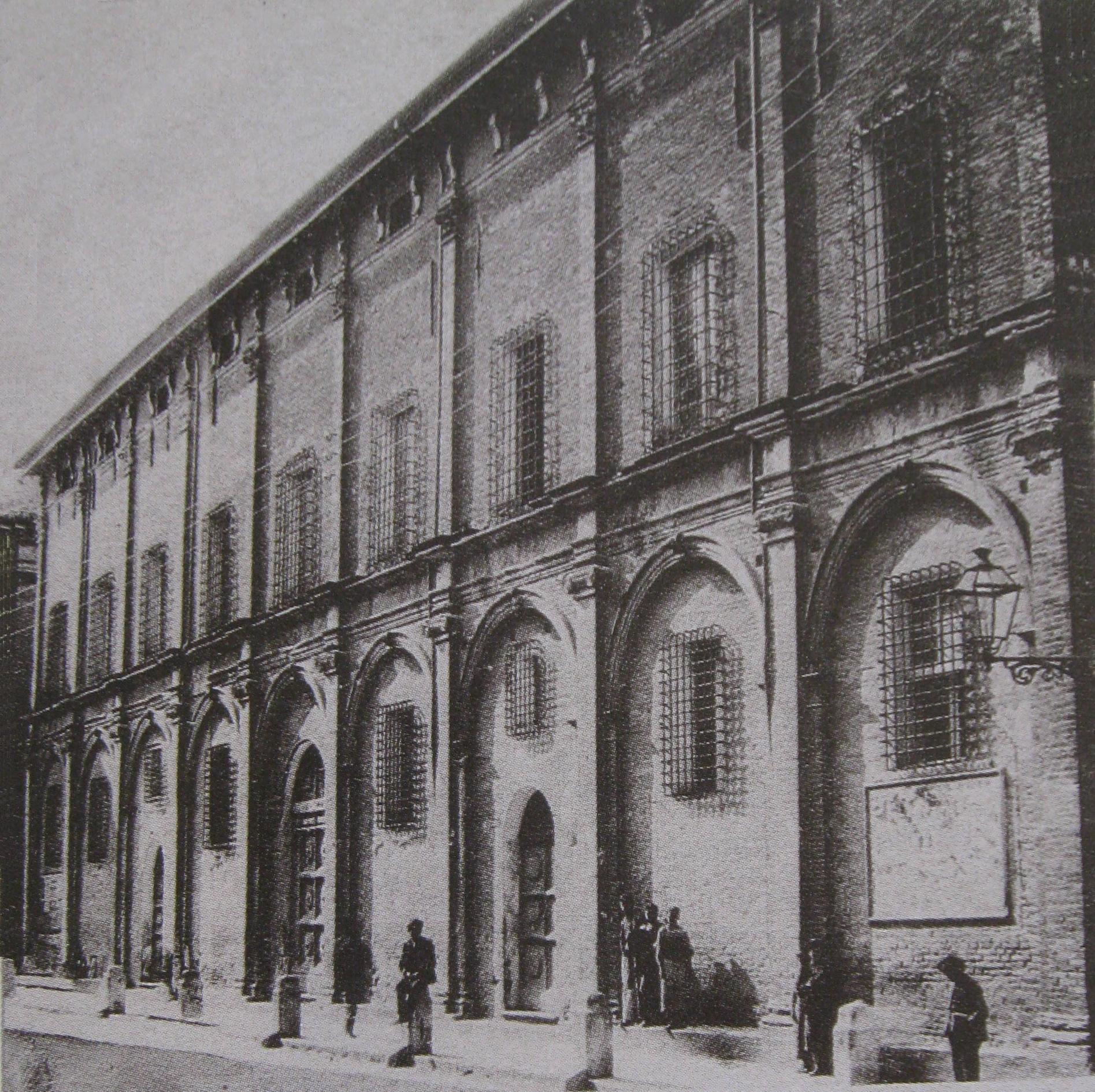
Der Monte di Pietà in Forlì auf einer Fotografie aus dem 19. Jahrhundert

Der Monte di Pietà war ein Institut, das mittellosen Menschen (insbesondere Landwirten) Kredite ohne Zinsen gewährte und sie subventionierte. Es wurde 1510 gegründet und begleitete das Wirtschaftsleben Forlìs bis weit ins 20. Jahrhundert hinein.

## Geschichte
Der Verlust des historischen Archivs durch die Ereignisse im Zweiten Weltkrieg und der Unterlagen der Generalversammlungen der Gemeinde Forlì vom Anfang des 16. Jahrhunderts machen die komplette und erschöpfende Verfolgung der Geschichte des frommen Institutes in Forlì schwierig. Die wenigen, auf unsere Tage überkommenen Dokumente, die im Staatsarchiv in Forlì und in der Stadtbibliothek aufbewahrt werden, erlauben ein kurzes, zusammenfassendes historisches Profil.

### Gründung

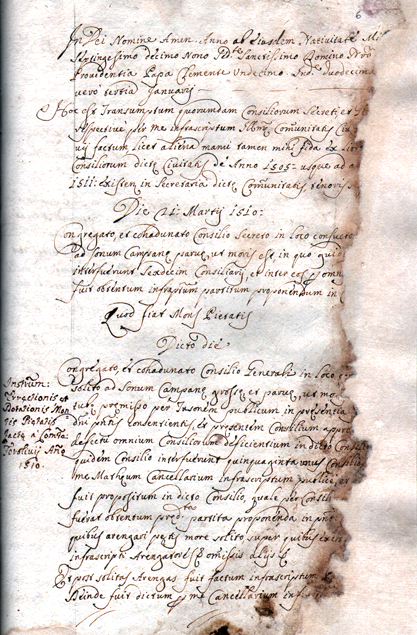
Manuskript des öffentlichen Aktes, der für den 21. März 1510 die Gründung des Heiligen Monte di Pietà von Forlì bestätigt.

1487 befürwortete Girolamo Riario, der Gatte von Caterina Sforza, nach der Predigt von Frater Giovanni Novello aus Siena die Einrichtung eines Monte di Pietà, es gelang ihm aber nicht, eine positive Stellungnahme des Generalrates der Stadt einzuholen.
Man musste bis zum 21. März 1510 (dem Tag der Tag-und-Nacht-Gleiche im Frühjahr), nach der Predigt des Franziskaners Orfeo Cancelleri aus Bologna, bis der Generalrat der Stadt die Gründung des frommen Instituts freigab.

„In quel tempo pensando li Cittadini di sollevare la Povertà dalla continue miserie li 21 marzo fecero il Consiglio generale, ove fu concluso, che si erigesse il Monte della Pietà, e li 21 aprile cioè dell'anno 1510 furono fatti i Capitoli, & approvati in detto Consiglio, del quale fu eletto in Depositario, o Priore del Monte per un anno Pietro Paolo Agustini, e per Notaro Ser Bartolomeo Serughi.“

(dt.: In dieser Zeit dachten die Bürger daran, die Armen von ihrem ständigen Elend zu befreien und hielten am 21. März den Generalrat ab, wo beschlossen wurde, dass ein Monte della Pietà errichtet werden sollte und dass am 21. April, also des Jahres 1510, die Kapitel erstellt werden und in besagtem Rat genehmigt werden sollten, von dem als Verwahrer oder Prior des Monte für ein Jahr Pietro Paolo Agustini gewählt wurde und als Notar Ser Bartolomeo Serughi.)

„La data tradizionalmente tramandata, e ripetuta da diverse cronache posteriori, è il 21 marzo 1511, come riportato da una anonima cronaca del '500. Va tuttavia rilevato che in un Summarium del 1722 la data di fondazione risulta anticipata al 1510. Si tratta di un documento redatto a grande distanza di tempo dalla fondazione, ma la sua provenienza, interna alla amministrazione del Monte stesso, induce a un ragionevole dubbio. Purtroppo la duplice perdita dei volumi dei Consigli generali e segreti del Comune per gli anni in questione e di gran parte delle carte dell'antico archivio del Monte rende al momento impossibile dirimere la questione in maniera certa e decisiva.“

(dt.: Das traditionell überlieferte und in verschiedenen späteren Chroniken wiederholte Datum ist der 21. März 1511, wie es in einer anonymen Chronik aus dem 16. Jahrhundert steht. Es sollte jedoch beachtet werden, dass laut einem Summarium von 1722 das Gründungsdatum vor 1510 liegen sollte. Es handelt sich um ein Dokument, das in großem Zeitabstand von der Gründung erstellt wurde, aber seine Herkunft direkt aus der Verwaltung des Monte, führt zu begründeten Zweifeln. Leider macht es der Verlust sowohl der Bände der General- und Geheimräte der Stadt für die fraglichen Jahre als auch des Großteils der Papiere des alten Archivs des Monte im Moment unmöglich, diese Frage auf eine sichere und entscheidende Weise zu klären.)

Die kürzliche Auffindung eines Manuskriptes in den Unterlagen der frommen Institution in Forlì erlaubt es, die Gründung des Heiligen Monte della Pietà in Forlì mit Sicherheit auf den 21. März 1510 zu datieren.

„(…) ex libri Consiliorum dicte Civitatis de Anno 1505 usque ad a(nno) 1511 existen in Secretaria dicta Comunitatis tenoris se(guente) Die 21 Marty 1510 Congregato et cohadunato Consilio Generali in loco consueto ad sonum Campana parve, ut moris est in quo grid(-) interfuerunt Sexdecim Consiliary, et inter eos per omny (-) fuit obtentum infrascriptum partitum proponendum in (-) Ludo fiat Mons Pietatis. Dicto die Congregato et cohadunato Consilio generali in loco (-) solito ad sonum Campane grosse et parve, ut mo(-) premisso per Iisonem publicum in presenzia (-) defectu omnium Consiliorum deficientum in dicto Consilio(-) quidem Consilio interfuerunt quinquaginta unus Consilia (-) me Matheum Cancellarium infracriptum publice, et (-) fuir propositum in dicto Consilio, quale per Consili(-) fuerat obtentum pred-ta partita proponenda in p(-) quibus arengari pecty more solito super quibus exi(-) infrascripti Arengatore (-) omissis alys (-) et post solitas Arengas fuit factum infrascriptum (-) Deinde fuit dictum per me Cancellarium inf(-) placet quod Mons Pietatis fiat et ei dentur pro elemosyna, et pro p nti anno applicentum ille centum libre bo≈ quas habere debe=rent Confalonery pro P≈nti anno, et etian ille centum duecentarum bon≈ in ludi Litterary Scolarum, et totum Salarium unius Anni omnium Pif farorum, ponat fabam albam, quadraginta novem albas, et duas nigras Ego Oratius Marcianesius Notarius, et Secret.s dicte Comunitatis ut supra extraxi, et signavi.“

### Die Kapitel

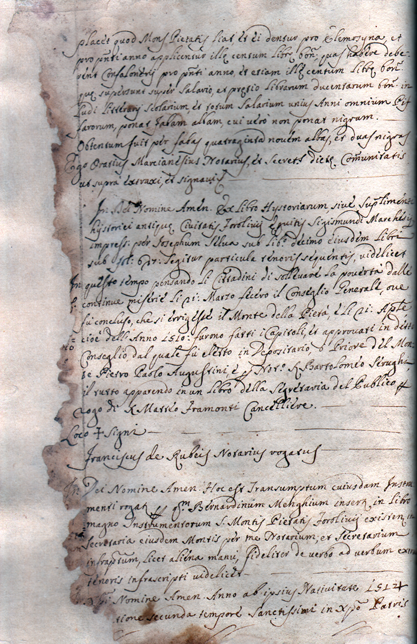
„Korrektes“ Papier des Manuskriptes, das das Zeugnis der ersten administrativen Verpflichtungen zur Gründung des Heiligen Monte della Pietà von Forlì enthält.

„Per governo del quale furono ordinati alcuni Capitoli confirmati da Leone X l'Anno settimo del suo Pontificato, che in progresso d'anni sono stati in alcuni Capi mutati, secondo , che ha portato la condutione de tempi.“

(dt.: Zur Leitung desselben wurden einige Kapitel ordiniert, die von [Papst] Leo X. im siebten Jahr seines Pontifikats bestätigt wurden und im Laufe der Jahre in einige Obere geändert wurden, was, zweitens, zur Leitung der Zeiten geführt hat.)

Die Kapitel des Monte wurden am 21. April desselben Jahres bestätigt und 1519 ratifizierte Papst Leo X. die Statuten in einem päpstlichen Breve.

„E perché siamo in decreti di questo Pubblico, l'anno seguente fu fatta d'ordine dell'istesso Consiglio la riforma dello Statuto: e nel medesimo tempo si fece avanti il Magistrato un'adunanza de gli huomini de gli Hospitali per far l' elettione de gli huomini del santo Monte della Pietà.“

(dt.: Und wenn wir schon einmal bei den Dekreten dieser Öffentlichkeit sind, ordnete im Folgejahr derselbe Rat die Reform der Statuten an: Und zur gleichen Zeit brachte der Magistrat ein Treffen der Männer der Hospitaliter auf den Weg, um die Männer des Heiligen Monte della Pietà zu wählen.)

Im Laufe des der ersten 100 Jahre der Existenz des frommen Instituts wurden die Kapitel mehrmals aktualisiert, um sie an die veränderten Bedingungen, sei es in wirtschaftlicher Hinsicht der Stadt oder betreffs der Bedürfnisse „der bedürftigen Armen“ anzupassen.
Aber die einfache, handschriftliche Transkription der Kapitel führt zu Missverständnissen und in vielen Fällen wurde über deren Verlust oder Verschwinden geklagt.

„(...) havuta informazione da persone mature, e degne di fede delli Capitolo antichi di esso Monte, i quali da molti anni in quà furono perduti, ne mai (con tutta diligenza usata) si sono potuto ritrovare (...) havemo fatti, compilati, ordinati, e stabiliti i presenti Capitoli“

(dt.: (...) haben Informationen von reifen, vertrauenswürdigen Leuten des alten Kapitels dieses Monte di Pietà, die für viele Jahre hier verloren gegangen waren und niemals (trotz aller Sorgfalt) gefunden werden konnten (...) Wir haben diese Kapitel erstellt, zusammengestellt, bestellt und eingerichtet.)

So wurden die Kapitel 1604 mit dem Ziel „in Druck gegeben“, die Verwaltung und Kreditaktivität des Kreditinstituts strenger zu reglementieren.

„Perché nell'avvenire non accada più che li Capitoli del santo Monte della Pietà di Forlì si smarriscano ò cancellino com'è occorso altre volte con la lunghezza de' Tempi / (…) haveremo pensato darli alla Stampa.“

(dt.: Damit es zukünftig nicht wieder vorkommt, dass die Kapitel des Heiligen Monte della Pietà von Forlì verlorengehen oder gelöscht werden, wie dies bei anderen Gelegenheiten in der Länge der Zeiten geschehen ist / (…) haben wir daran gedacht, sie in Druck zu geben.)

Die neuen Kapitel in Druck enthalten auch einen bestimmten Artikel, der die Erhaltung der Verwaltungsregeln schützt und die Authentizität garantiert.

„Acciòcche i presenti Capitoli s'habbiano da conservare s'ordina che se ne facciano tre copie autentiche, e collationate, delle quali una ne stia nell'Archivio della Comunità, una se ne dia l Priore del Monte, il quale sia tenuto successivamente per istromento pubblico consegnarla al suo successore, e la terza si conserva nella cassetta dei brevi della Comunità delle Monache del Corpo di Cristo“.

(dt.: Damit die vorliegenden Kapitel erhalten bleiben, ist es in Ordnung, dass drei authentische Kopien erstellt und gesammelt werden, von denen eine im Archiv der Gemeinschaft verbleibt, eine an den Prior des Monte di Pietà geht, der später verpflichtet ist, sie seinem Nachfolger für öffentliche Zwecke zu übergeben, und die dritte in der Kassette der Kurzen der Mönchsgemeinschaft Corpus Christi aufbewahrt wird.)

Die erste gedruckte Ausgabe der Kapitel stellt eine reich gemusterte Vortüre (Gravierung von „Tiburtius Corona sculptore“) mit einem Bogen, der von einem nackten Hermes getragen und mit Obstgirlanden verziert ist. In diesem Rahmen erhebt sich das Bild Christi, gekrönt mit Dornen und in einem Heiligenschein von Lichtblitzen, getragen von zwei Engeln, und mit noch gebundenen Handgelenken aus einem Marmorgrab, das mit einem Gewölbe in der Mitte der Basis dekoriert ist. Oberhalb von Christus befindet sich eine Kartusche mit den Worten „Capitoli del Santo Monte della Pietà di Forlì“ und darüber einem Gewölbe, das von einem Engel beflügelt wird.

### Ausstattung mit finanziellen Mitteln
Um den Monte di Pietà mit ausreichenden finanziellen Mitteln auszustatten, gewährte die Gemeinde dem Institut 1514 die Erlöse aus dem Besitz Belfiore, der im Jahre 1525 definitiv verkauft wurde.

„Così rimase nuovamente con molta quiete la Città di Forlì, attendendosi più agevolmente alle cose del buon governo, onde per utile comune fu dal Pubblico donato al santo Monte della Pietà un Podere non lungi al Castello di Belfiore, di che n’appare il rogo di Ser Bernardino d Menghi sotto il 9 di maggio“

(dt.: So blieb die Stadt Forlì erneut sehr ruhig und kümmerte sich mehr um die Angelegenheit einer guten Regierung, wobei für den gemeinsamen Profit von der Öffentlichkeit an den Monte di Pietà ein Bauernhof unweit dem Castello di Belfiore gespendet wurde, von dem das Feuer des Ser Bernardino di Menghi unter dem 9. Mai erscheint.)

1514, nach einem gelungenen Start des Monte di Pietà, entschied die Stadt Forlì, auf den Ruinen des alten Palastes der Familie Orsi, der am 2. Mai 1488 auf Befehl von Caterina Sforza in der Folge der Ermordung ihres Gatten zerstört wurde, einen für die sozial-karitativen Funktionen der Institution geeigneten Sitz zu errichten.
Im April 1514 wurde der Grundstein für ein neues Gebäude gelegt, vermutlich unter der Projektierung von Gerolamo Genga aus Urbino (aber es gibt keine Dokumente, die das Werk bezeugen): In dem Projekt werden auch die Namen von Michelangelo und Bramante erwähnt.

„E perché in questi giorni era arrivata à un segno la perfida avidità de gli Ebrei, che facevano fino pagare diciotto per cento insolentiti dal vedere necessitate le persone à ricorrere ad essi, fu pensato riparare à questi disordini: onde per opera d'un buon Religioso s’accordarono molti Cittadini di prestar denari al Sacro Monte della Pietà, per sovvenire con quelli alli bisognosi, ricevendo sopra li pegni solamente cinque per cento, il che eseguito fu di sollievo grandissimo.“

(dt.: Und weil in diesen Tagen die perfide Gier der Juden den Punkt erreicht hatte, dass sie die Leute, die auf sie angewiesen waren, bis zu 18 % Zinsen ließen, dachte man daran, diese Perfidität zu kurieren: Deshalb erklärten sich viele Bürger durch die Arbeit eines guten Ordensmannes bereit, dem Heiligen Monte di Pietà Geld zu leihen, um den Bedürftigen zu helfen, wobei sie nur 5 % Zinsen erhielten, was so auch durchgeführt wurde und eine sehr große Erleichterung war.)

### Verwaltung
In den Kapiteln des „Heiligen Monte di Pietà der Stadt Forlì“ wurde festgelegt, dass ein reicher und edler Bürger den Titel eines „Priors des Monte di Pietà“ erhalten und Rechenschaft über die Verwaltung gegenüber den von der Gemeinschaft gewählten Revisoren ablegen sollte.
Die Verwaltung des Monte di Pietà hatte ein Rat inne, der anfangs aus fünf Kuratoren bestand und nach und nach auf 24 erweitert wurde, die alle aus den Laien der sechs karitativen Kongregationen und der Kompanien der „Battuti“ der Stadt ausgewählt wurden. Den Vorsitz im Rat führte der Konservator der Gemeinschaft.

„Et alla sopraintendenza furono creati ventiquattro curatori eletti in Vita dal Consiglio huomini delle sei Confraternite delle città; successivamente dalle medesime Confraternita, in caso di vancanza rinovati per surrogazione. (…)
Sopra il Monte, et Capo à tutti i Ministri s'ellegge fuori del numero dè ventiquattro un Gintilhuomo quale richiede l’importanza del Ministero: l'elettione di cui si fa nanzi a Mons.e Vesi da detti Curatori con l’intervento del Magistrato, dell’Avvoc.°, et Sindico della Communità, et del Guardiano de frati Minori osservanti, che tutti votano: et da medesimi s’eleggono gli altri soprascritti ufficiali d'una scielta, che viene a tal'effetto data dalle dette Confraternite.
L'ufficio del Priore dura tre anni, et da gli elettori può essere confirmato per altri tre, ma non più oltre, e così ancho degli Inferiori. Et finito l’uficio si rende conto a Revisori deputati da ventiquattro. Il Magistrato ogni due mesi, almeno una volta, visita il Monte per vedere, intendere, et informarsi come passano i negozi.“
br>(dt.: Und in der Superintendenz wurden vierundzwanzig Kuratoren geschaffen, die im Leben vom Rat der Männer der sechs Bruderschaften der Städte gewählt wurden; anschließend von denselben Bruderschaften im Falle einer freien Stelle wiederum durch Übergabe (...)
An die Spitze des Monte di Pietà und als Leiter aller Dienenden wurde neben der Zahl der Vierundzwanzig ein Gentleman gewählt, der die Bedeutung eines Ministers erreichte: Die vorher von Monsignore Vesi erwähnte Wahl der Kuratoren mit der Einrede durch den Magistrat, den Rechtsanwalt und Bürgermeister der Gemeinde und des Leiters der beobachtenden Kleinen Brüder, dass jeder abstimmt: Und die anderen offiziellen hochgestellten Mitglieder eines Auserwählten werden aus denselben gewählt, was diesen Effekt hat, gegeben durch die besagten Bruderschaften.
Die Amtszeit des Priors dauert drei Jahre und er kann durch die Wähler auf weitere drei Jahre bestätigt werden, aber dann kein weiteres Mal, und ebenso auch die Untergeordneten. Und am Ende der Amtszeit legt er den Revisoren, die durch die Vierundzwanzig bestimmt wurden, Rechenschaft ab. Der Magistrat besucht in zwei Monaten mindestens einmal den Monte di Pietà mit dem Ziel, sich zu erkundigen, wie die Geschäfte laufen.)

Für fast zwei Jahrhunderte nahmen die Aktivitäten des Monte di Pietà in Forlì ständig zu, und zwar so sehr, dass sich seine Finanzmittel durch die vielen Einkünfte und Besitzungen wuchs.

„Il Monte della pietà co’l masarolo può valere intorno a quarantamila lire, senza casamenti e boteche, che ha su’l borgo di Schiavania, vicino alla piazza, e senza una gran possessione donatagli già dalla communità. Il Monte presta a’ particolari sopra pegni. Il masarolo rieve da gli essecutori i pegni che vengono tolti per debiti, publici per lo più e presta sopra di quelli.
Può girare il Monte co’l masarolo da un cinque mila scudi, il restante sta fermo in pegni. Delle elemosina, che si risquote a ragione di cinque per cento, non se ne mette niente a capitale, ma si distribuisce in salarii d'ufficiali e in altre spese per lo ministrero di esso Monte, in maritatre donzelle, povere, e in altre elemosine. Ha d’entrata, della possessione e di fitti e di boteghe, un anno per l’altro più di trecento scudi.
Ha la cura particolare di questo loco un cittadino sotto nome di priore, il quale ogni tre anni s’elegge dal vescovo, dal magistrato della città, dal sindico della communità, da’l guardiano de' Zoccolanti e da ventiquattro huomini sopra intendenti del Monte, che sono criati in vita da le sei compagnie de’ Battuti; e, finito l’ufficio, rende conto all'amministrazione a' detti sopraintendenti, che chiamano curatori. Gli altri ufficiali sono eletti dalle medesime compagnie di battuti per ruotolo e rendono ubidienza al priore. Quando il vescovo interviene all’elettione del priore, si riducono al vescovado tutti, e quando per l’absentia sua v'interviene il vicario, s’elegge in palazzo nelle stanze del magistrato.“

### Streitigkeiten

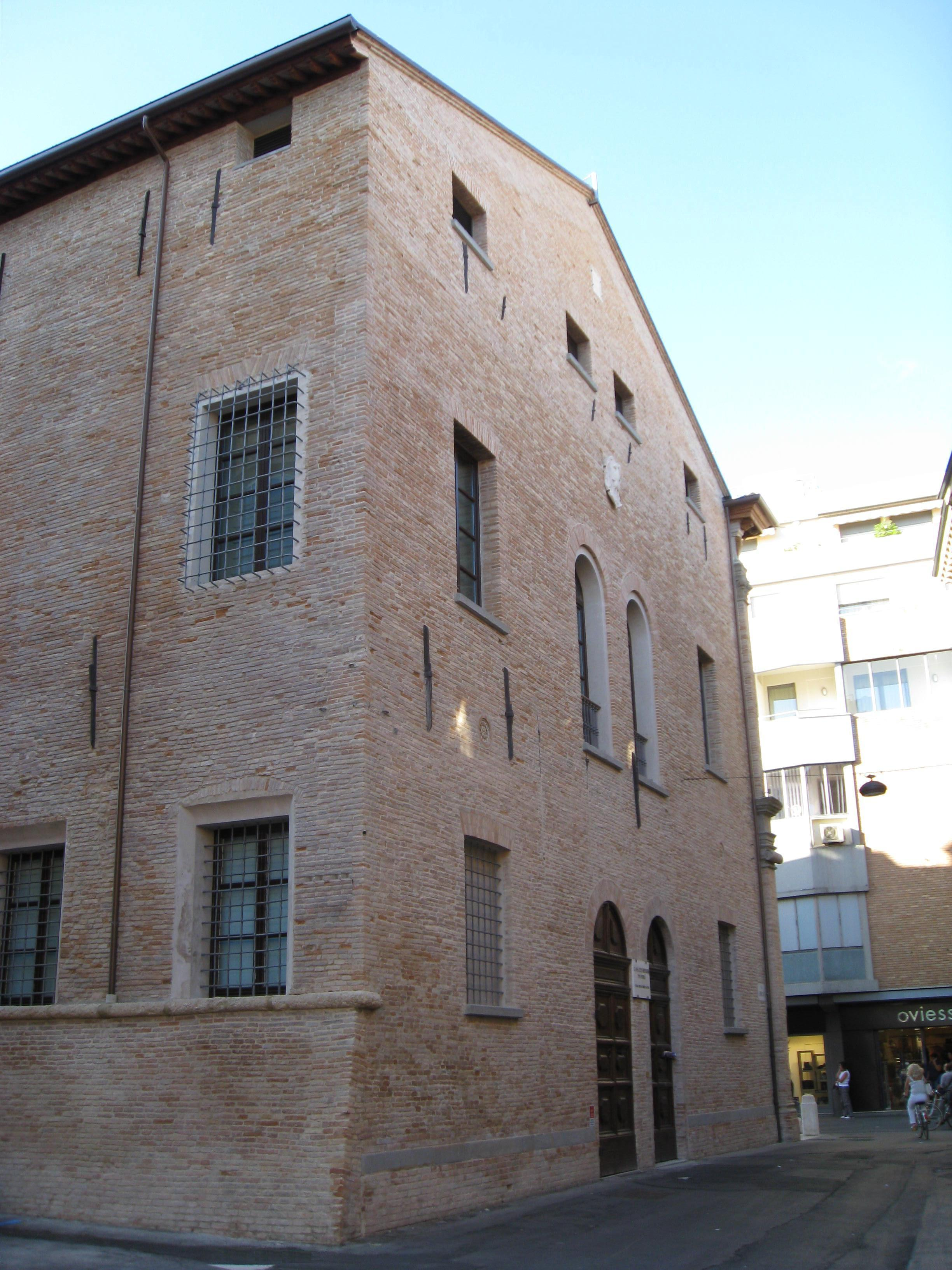
Seitenfassade des Monte di Pietà

Vom Ende des 17. Jahrhunderts an und im Laufe der ersten zwanzig Jahre des 18. Jahrhunderts wurde ein bitterer Streit zwischen dem Bischof und dem Prior und den Konservatoren des Monte di Pietà von Forlì ausgefochten, der sich um die Kontrolle der Verwaltung des frommen Institutes durch die kirchliche Autorität drehte.

„(...) essendo ricorso dal Nostro Magistrato li Signori Priore e Curatori del Nostro Santo Monte della Pietà con ricercare il nostro pubblico di protezione, et assistenza in alcune pendenze, che ha il medesimo con il Seminario di questa Città, si propone il quid agendum. E per tre Arenghe uniformi passate secondo la disposizione della Legge fu fatto il seguente partito, e risoluzione, cioè chi piace delle SS.re VV.e Ill.me che gli infrascritti Sig.ri siano eletti i portatori a’ portarsi da Mos.re Ill.mo Vesc.vo per trattare, e comporre le (con)tensioni del Seminario contro del Nostro S. Monte della Pietà dia la Fava bianca, e chi sente altrimenti la dia nera Ottenne Fave bianche tutte.“

Die verschiedenen Versuche, den Streit „gütlich“ beizulegen, zeigten keine signifikante Wirkung und anlässlich der regelmäßigen bischöflichen Besuche wurde vom Sitz des Institutes dem Bischofssitz mehrmals die erzwungene Entfernung von Buchhaltungs- und Verwaltungsbüchern angedroht, also des gesamten archivarischen Erbes. Die Gemeinde selbst musste in den Streit eingreifen, indem sie Urkunden und Schriftsätze vorlegte, die die Autonomie und den weltlichen Status bezeugten und bestätigten, mit dem Ziel, die das Archiv unversehrt vor seiner Zerstückelung zu bewahren.

„In ordine alla contribuzione di sc. 50 l'anno pretesa da Seminario contro del nostro S. Monte per la quale Mon.re Vescovo dappo minacciate le Censure contro de Sig.ri Curatori et Ufficiali del detto S. Monte s'avanzò all’atto dell’esecuzione non solo contro del medesimo S. Monte, ma contro ancora li beni propri delli Sir.re Priore, e Sottopriore non ostante l'Appellazione interposta al Sig.re Cardinale Legato (…)“

Der örtliche Bischof drohte gar mit der Exkommunikation des Priors und der Konservatoren und der Enthebung von allen Funktionen der religiösen Repräsentanten des Rates des Monte di Pietà. Am 14. Februar 1722 beschlossen die 24 Kuratoren des Monte di Pietà, den Fall der Heiligen Kongregation des Konzils in Rom vorzulegen.

„(…) detta avvocazione di Causa al Tribunale della Legazione Mons.re Vescovo col motivo della visita intimò agli Sig.ri Curatori, et ad altri Ufficiali del Santo Monte sotto pena delle Censure e a far trasportare al Palazzo Vescovale li libri de Consigli con tutti li altri libri, e scritture concernente l'amministrazione di due Priorati, il che essendo stato riconosciuto per una novità mai più tentata da Vescovi e che non haveva quella facoltà contro un luogo mero laicale Patronato di questa Comunità.“

Der Rechtsstreit sollte keine konkreten Ergebnisse für die kirchlichen Interessen bringen.

### Zwischen 18. und 19. Jahrhundert

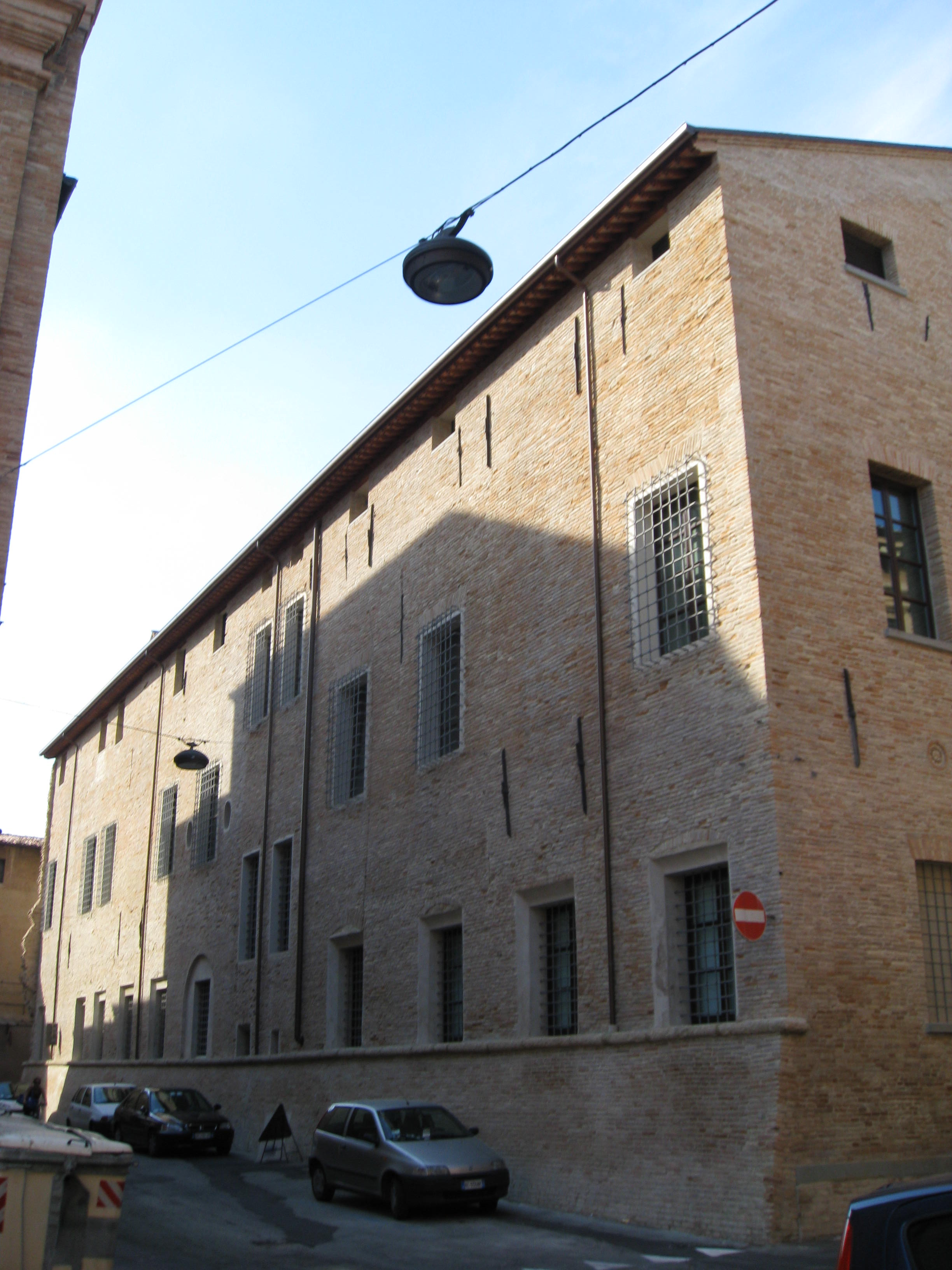
Rückansicht des Monte di Pietà

Am 3. März 1797, nach dem Eintreffen der Truppen Napoleons, wurde der Monte di Pietà auf Anweisung des Generals Augerau „geplündert“. 1809 wurde der Monte di Pietà in die „Congregazione di Carità“ integriert und setzte seine Tätigkeit fort, hauptsächlich durch die Unterstützung von Krankenhausbehandlungen von Bettlern und von anderen wohltätigen Institutionen in Forlì.
Für den Rest des 18. Jahrhunderts und das gesamte 19. Jahrhundert hindurch sollte der Monte di Pietà zunehmend seine alte Funktion der Kreditvergabe verlieren, immer mehr den Charakter einer Wohlfahrtsinstitution annehmen und mit ähnlichen Organisationen zusammengelegt werden.

„I metodi sovresposti di amministrazione ebbero fine al 1796 per cui il Consiglio e Magistrati Municipali tenevano riguardo all'Ospitale assoluto dominio; e rispetto al S. Monte ed agli altri Istituti sumenzionati ingerenza di Amministrazione, e direzione. Ne perdettero tali diritti e prerogative successivamente, avvegnanchè nel 1800, si costituì un Amministrazione Generale denominata Comitato di Pubblica Beneficenza in cui si concentrarono tutti li stabilimenti tanto d'istituzione Comunitativa quanto Ecclesiastica, il quale Comitato durò fino all'anno 1817. ... Nel 1818 seguì lo scorporo degli Stabilimenti Ecclesiastici dagli altri di pertinenza Comunitativa, mediante verbale di Monsignor Vescovo ed un Delegato del Magistrato, nel quale Verbale lo stesso Monsignor Vescovo riconosce il diritto del Municipio l'Amministrazione e governo degli Istituti sopramentovati. (…)“

Das archivistische Erbe des Monte di Pietà von Forlì durchlief etliche Übertragungen mit erheblichem Verlust historischer Dokumente.

„(...) durante il Regno che fu detto Italico, erano amministrati da un Congregazione chiamata di Carità (...) Col ripristinarsi del Governo pontificio nel 1815, risorsero sei distinte Amministrazioni» e fra queste anche il Monte di Pietà, «che li reggeva e li resse fino al 1859 per mezzo di una Congregazione eletta dal Consiglio municipale, la quale denominavasi Congregazione dei Pii Istituti Comunali. Venuto il nuovo Governo, cessarono queste varie amministrazioni e, nominata la Congregazione di Carità secondo il decreto 19 agosto 1859 del Governatore provvisorio delle Romagne,, si trovarono al finir di quell'anno in essa concentrate le diverse opere pie (...) [che] assunse l'ufficio il 31 ottobre 1859 (...) Nel dicembre 1865, senza che vi fosse alcun obbligo preciso nella legge allora imperante 3 agosto 1862, la Congregazione pubblicò una relazione a stampa sulle opere pie da essa amministrate dal 1860 a tutto il 1864, dando notizie sulla natura e sullo scopo di ciascun istituto e sulla loro situazione economica al 31 dicembre 1859.“

### 19. Jahrhundert

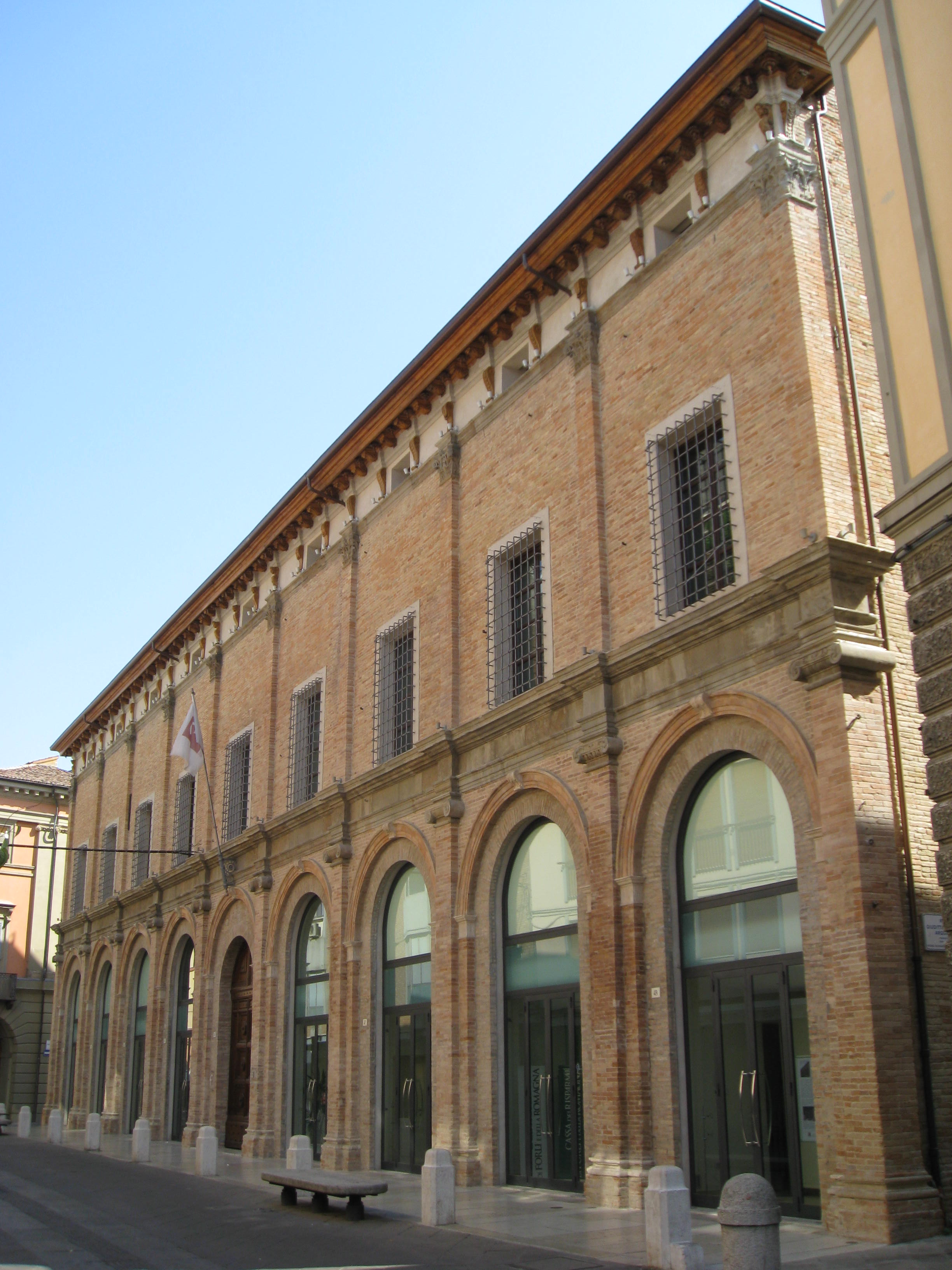
Gesamtansicht des Monte di Pietà

Anfang des 19. Jahrhunderts wurde der Monte di Pietà einer Reihe von Veränderungen in der Verwaltung unterzogen und sein Archiv wurde mehrere Male übertragen und erneut zerstückelt; bereits damals war es lückenhaft und unvollständig.
Der gleichen Behandlung wurden auch andere Archive unterzogen, darunter das der Stadt Forlì, in dem die Akten der General- und Geheimräte erhalten wurden, die die Entscheidungen des gesamten Verwaltungslebens der Stadt einschließlich des Instituts des Monte di Pietà enthielten.
Am 16. Januar 1804 ernannte die Stadt Forlì eine Kommission, deren Zusammensetzung man nicht kennt, und beauftragte diese, die Aufgabe des Aufräumens der Bücher und Karten des Stadtarchivs und des Archivs der „Sacro Numero dei Novanti Pacifici“ (dt.: Heilige Zahl der friedlichen 90) zu übernehmen.
Von diesem Katalog fehlen heute die Bände der General- und Geheimräte, die die Jahre 1515, 1516, 1517 und 1695 betreffen.
Aus einer Skizze der Indices, vermutlich vom städtischen Rechner Domenico Valpondi, der das Amt von 1834 bis 1863 innehatte, zusammengestellt, fehlen weitere Bände des General- und Geheimrates; es sind die der Jahre 1505–1511, 1544–1545, 1548, 1550, 1552–1553, 1570–1571, 1585–1586, 1647, 1718 und 1740–1741, sowie die Statuten von Forlì von 1359.
1861 konnte man im Inventar der Archive der Provinz Emilia-Romagna unter dem Stichwort „Congregazione di Carità“ nachlesen, dass

„(...) chi voglia giovarsi degli antichi documenti di tali fondazioni, non può farlo sì agevolmente; perché, mentre l'archivio è ben custodito nella sua parte moderna, nella parte più antica, per contrario, offre l'aspetto di una dimentica congeria di carte; tanto che a mala pena vi potremmo prender notizia dell'esistenza di alcuni libri attinenti allo spedale maggiore ed al Monte di Pietà, che risalgono alla metà del secolo XVI.“

(dt.: (...) wer sich an den alten Dokumenten dieser Stiftungen erfreuen will, dies nicht so problemlos tun könne; denn, während das Archiv in seinem modernen Teil gut geführt sei, biete es dagegen in seinem älteren Teil den Anblick einer vergessenen Kartensammlung; so sehr, dass man die Existenz einiger Bücher über das Hauptkrankenhaus und den Monte di Pietà, die aus der Mitte des 16. Jahrhunderts stammen, kaum zur Kenntnis nehmen kann.)

1892 wurde das Stadtarchiv erneut inventarisiert, wobei man die Fragmentierung verschiedener Serien und das Fehlen vieler Bibliotheken und Archive („es fehlen mehrere Bände“) im Vergleich zu einem früheren Katalog von 1804 („darunter die Archive der religiösen Kongregationen und weltlichen Kompagnien“) feststellte.
Die Verwaltungsakte, die die ersten Jahre der Verwaltung des Monte di Pietà von Forlì betreffen, erwiesen sich als bereits Anfang oder in der zweiten Hälfte des 19. Jahrhunderts verloren.
Auf Initiative des Grafen Albicini, Gonfaloniere der Stadt, und unter Beteiligung des Kardinallegaten, des Patriziats von Forlì und der Bevölkerung der Stadt wurde am 3. Juni 1839 die Sparkasse von Forlì (als erste in der Romagna) mit päpstlichem Reskript von Gregor XVI. gegründet und hatte anfangs ihren Sitz im Gebäude des Monte di Pietà.
Am 11. August 1839 wurde das neue Institut am Corso Garibaldi, dem Sitz des ehemaligen Monte di Pietà, eröffnet.

### 20. Jahrhundert: Epilog
Mit der Gründung der ersten privaten Kreditinstitute verloren die alten Monti di Pietà zunehmend ihre Bedeutung, ein Schicksal, dem auch das fromme Institut von Forlì nicht entkam.
Schon Anfang des 20. Jahrhunderts, nach jahrhundertelangen Streitigkeiten, Plünderungen und Zerstreuungen des historischen Archivs des Monte di Pietà von Forlì, blieben nur wenige dokumentarische Hinweise, bestätigt durch einen ausführlichen Bericht von 1934 über die Congregazioni di Carità, in denen die wichtigsten Dokumente aufgelistet sind; darunter werden zitiert:
- ein großes Buch in Leder gebunden und mit Verschlüssen, in dem die Beschlüsse des Priors und der 24 Kuratoren des Heiligen Monte di Pietà vom 2. September 1582 bis zum 20. Juli 1627 aufgezeichnet sind;
- drei Bände in Pergament gebunden, in denen die Beschlüsse des Rates des Monte di Pietà aufgezeichnet sind, der erste vom 11. Juli 1696 bis zum 14. Oktober 1720, der zweite vom 15. Oktober 1720 bis zum 26. August 1739 und der dritte vom 25. September 1745 bis zum 16. Februar 1782;
- ein Band in Leder gebunden und mit Klappe, in dem die verschiedenen Akte von testamentarischen Verfügungen und Stiftungen zugunsten des wohltätigen Instituts aufgezeichnet sind; das älteste Dokument stammt von 1573;

Von diesem wichtigen dokumentarischen und archivistischen Erbe blieb keine Spur mehr, da „(...) aufgrund eines Brandes in den Räumlichkeiten, in denen die Karten aufbewahrt wurden (in den oberen Stockwerken des Monte dei Pegni in der Via Saffi 2/A) und weil Räumlichkeiten im Winter 1944/1945 mit den Truppen der Alliierten belegt waren (...)“, sie in nicht wieder gutzumachender Art in Folge der Ereignisse des Zweiten Weltkrieges zerstört wurden.
Einige Akten des Stadtrates aus dem 16. Jahrhundert sind im Staatsarchiv von Forlì erhalten und etwa 10 verstreute Papiere und nur einige Exemplare der alten Statuten sind in der Stadtbibliothek zu finden.
Die Ereignisse des Zweiten Weltkrieges beraubten daher die Geschichte von Forlì eines wichtigen Stückes, das sich auf die Geschichte der karitativen Kreditvergabe der Stadt bezog, mit dem definitiven Verlust des historischen dokumentarischen Erbes des Archives des Monte di Pietà.
Der alte Sitz des Monte di Pietà war in einem glänzenden Gebäude auf dem heutigen Corso Garibaldi 47–49, heute ein Restaurierungsobjekt der Fondazione della Cassa dei Risparmi di Forlì (dt.: Stiftung der Sparkasse Forlì).

## Noch erhaltene Dokumentationen
Im Staatsarchiv von Forlì ist die Dokumentation über den Monte di Pietà in den folgenden Quellen zu verfolgen:
- Quelle Bandi, editti, circolari: Für das Jahr 1600 ist mit der Nummer „3“ eine Notiz mit dem Titel DECRETUM super exactione Interesse mutui Pro Pignoribus über den Monte di Pietà in Forlì registriert und bezieht sich auf die Reduktion des Zinssatzes von 5 % auf 3 %, der für die Bauern anzuwenden sei.
- Quelle Leggi e regolamenti - Miscellanea manoscritti (1511-1913): Der Umschlag 15, fasc. 3, enthält „Monte 1511-1837“, aber beim Lesen der Dokumente stellt sich heraus, dass es sich um Transkripte aus dem 19. Jahrhundert handelt, genauer gesagt zeigt das Präsentationsdossier unten das Datum 15. November 1837.
- Quelle Congregazione di Carità - Verbali (1807-1937) in E.C.A.: Enthält eine „Relazione illustrativa sull'andamento generale dell'amministrazione (esercizio 1895) con cenni storici e dati statistici“
- Quelle der Consigli generali e segreti, enthalten für die verschiedenen Jahre einige Beschlüsse de Monte di Pietà:

1. General- und Geheimräte (5. Januar 1491 – 17. Februar 1504) cc. 80.

2. Dieser Band fehlt – er betrifft vermutlich die Jahre 1504 bis 1512.

3. General- und Geheimräte (10. Juli 1512 – 28. Januar 1515) cc. 80.

4. Dieser Band fehlt.

5. Dieser Band fehlt – die Archivlücke umfasst den Zeitraum von 1515 bis zum Mai 1544.

3b.–6. General- und Geheimräte (8. Mai 1544 – 13. April 1545) cc. 95.

4.–7. General- und Geheimräte (1. Juli 1518 – 13. September 1520) cc. 184.

5.–8. General- und Geheimräte (11. November 1533 – 5. November 1535) cc. 111.

6.–9. General- und Geheimräte (6. November 1532 – 20. Oktober 1545) cc. 92.

7.–10. General- und Geheimräte (1. November 1533 – 23. November 1534) cc. 118.

8.–11. General- und Geheimräte (25. September 1534 – 13. Juli 1535) cc. 174.

25.–32. General- und Geheimräte (3. November 1557 – 31. Dezember 1557) cc. 135 (Kapitel des Monte di Pietà ca. 124/134)
Schließlich findet sich in der Geschichte der kommunalen Hilfsgesellschaften folgende Bemerkung: „Leider wurden die Papiere der Periode „Congregazione di Carità“ mit wenigen Ausnahmen bei einem Brand zerstört, der sich in den Räumlichkeiten ereignete, in denen die Papiere aufbewahrt wurden (obere Stockwerke des ‚‘Monte dei Pegni‘‘, ‚‘Via Saffi 2/A‘‘), Räumlichkeiten, die im Winter 1944/1945 mit alliierten Truppen belegt waren; diese Ausnahmen kann man in der folgenden Inventarliste finden“.
In der Stadtbibliothek von Forlì und im Archivio Piancastelli finden sich über den Monte di Pietà von Forlì folgende Dokumente:
- Kapitel des Heiligen Monte di Pietà in Forlì. - (In Cesena: nach Francesco Raverio, 1604, BCFo, RAVE012354).
- Kapitel des Heiligen Monte di Pietà in Forlì, neu nachgedruckt unter dem  Datum des 10. Februar 1697. - In Forlì: durch Gioseffo Selva, bischöflicher Drucker, 1697, BCFo, RAVE012355.
- Kapitel des Heiligen Monte della Pietà in Forlì, neu nachgedruckt unter dem Datum des 10. Februar 1737. - In Forlì und in Cesena: durch die Bisinis bischöfliche Drucker, BCFo, RAVE012360.
- Monte di Pietà in Forlì und seine Schriften im Fall in Rom mit dem bischöflichen Steuerkurator - 1722, BCFo, Manuskript, Nr. II/80, Summarium, Nr. IA.